# Airconditioning
Airconditioning — дебютный студийный альбом британской рок-группы Curved Air, выпущенный в ноябре 1970 года компанией Warner Bros.

## Об альбоме
Airconditioning вошёл в историю как первый альбом, выпущенный на цветном виниле. Чёрная сторона (с изображением мандала) была первой, белая («динамо») — оборотной. В последующих переизданиях оформление и цвета варьировались (так, второе издание, WSX 3012, было зелёным).
Диск поднялся до 8-го места в UK Albums Chart.

## Список композиций
1. «It Happened Today» (Francis Monkman, Sonja Kristina Linwood) (4:55)
2. «Stretch» (Darryl Way, Monkman) (4:05)
3. «Screw» (Way, Linwood) (4:03)
4. «Blind Man» (Way, Rob Martin) (3:32)
5. «Vivaldi» (Way) (7:26)
6. «Hide and Seek» (Way, Linwood) (6:15)
7. «Propositions» (Monkman) (3:04)
8. «Rob One» (Martin) (3:22)
9. «Situations» (Way, Martin) (3:17)
10. «Vivaldi (With Cannons)» (Way, Monkman) (1:35)

## Участники записи
- Sonja Kristina — вокал, акустическая гитара
- Rob Martin — бас-гитара
- Francis Monkman — гитара, клавишные
- Florian Pilkington-Miksa — ударные
- Darryl Way — скрипка, клавишные, вокал